# World Wrestling All-Stars
La World Wrestling All-Stars (WWA) è stata una federazione di wrestling nata nel 2001 dopo la chiusura della Extreme Championship Wrestling (ECW) e della World Championship Wrestling (WCW).
Questa federazione compì delle tournée attraverso l'Australia ed il Regno Unito portando talenti come Jeff Jarrett, Bret Hart, Sting, Psychosis, Juventud Guerrera, Scott Steiner, Eddie Guerrero, Disco Inferno, Road Dogg, Christopher Daniels, A.J. Styles, Trinity e Frankie Kazarian.
Per alcuni di questi, la militanza in WWA fu breve (come d'altronde la vita della federazione), perché furono messi sotto contratto dalla WWF (Scott Steiner e Nathan Jones) o si accasarono nella giovane Total Nonstop Action Wrestling (come Christopher Daniels, A.J. Styles, Sting, Trinity, Road Dogg e Shark Boy).

## Storia
Nel 2001 il proprietario e fondatore della WWA Andrew McManus assunse, sulle raccomandazioni di Vince Russo, l'annunciatore della TNA Jeremy Borash offrendogli il lavoro di booker, ring announcer e commentatore dei suoi spettacoli. 

WWA raccolse numerosi lottatori rimasti senza opportunita dopo l'acquisizione della WCW da parte della WWF e compresi quelli in precedenza dipendenti di WWF ed a cui in quel periodo non fu rinnovato il contratto. 

La speranza ed il tentativo di WWA fu quello di riempire il vuoto lasciato dalla chiusura di WCW ed ECW e di offrire un'alternativa al dominio della WWF.

### Tournée
WWA tenne la prima tournée attraverso l'Australia nell'ottobre del 2001 e dove nel primo avvenimento svoltosi a Perth Road Dogg sconfisse Jeff Jarrett divenendo il primo detentore del titolo WWA World Heavyweight Championship.
Dopo aver toccato tutte le città australiane, nell'ottobre dello stesso anno a Sydney si svolse il primo pay-per-view "The Inception" e la tournée si concluse il 27 ottobre a Melbourne.
Nel dicembre dello stesso anno si svolse la tournée britannica che toccò le città di Belfast, Dublino, Birmingham, Londra, Manchester, Glasgow Newcastle e Cardiff.
Nel 2002 si svolse l'evento americano con il secondo PPV "The Revolution" a Las Vegas e di nuovo un PPV a Melbourne (The Eruption), seguiti da un torneo a Sydney ed un ulteriore evento ancora a Melbourne.
Nell'autunno del 2002 una nuova tournée si svolse ancora in Gran Bretagna toccando ancora più città e con lo svolgimento di "The Retribution", un PPV trasmesso poi nel febbraio 2003.
WWA organizzò i suoi ultimi spettacoli in Australia nella primavera del 2003 e l'ultimo campione fu Sting che perse il titolo contro Jeff Jarrett nell'evento "The Reckoning" ed in un match di unificazione con l'NWA World Heavyweight Championship il 25 maggio 2003 ad Auckland in Nuova Zelanda.
Di seguito la federazione cessò la sua attività in quanto Andrew McManus decise di proseguire l'attività di entertainment solo con la sua società di concerti McManus Entertainment.

## Titoli
| Titolo                                       | Debutto         | Ritiro          | Note  |
| -------------------------------------------- | --------------- | --------------- | ----- |
| WWA World Heavyweight Championship           | 19 ottobre 2001 | 25 maggio 2003  | [ 6 ] |
| WWA International Cruiserweight Championship | 19 ottobre 2001 | 25 maggio 2003  | [ 7 ] |
| WWA Hardcore Championship                    | 24 ottobre 2001 | 25 ottobre 2001 | [ 8 ] |

## Pay-per-view
| Evento          | Data             | Città                            | Sede                      |
| --------------- | ---------------- | -------------------------------- | ------------------------- |
| The Revolution  | 24 febbraio 2002 | Las Vegas, Stati Uniti d'America | The Aladdin Casino Center |
| The Eruption    | 14 aprile 2002   | Melbourne, Australia             | Rod Laver Arena           |
| The Retribution | 6 dicembre 2002  | Glasgow, Regno Unito             |                           |
| The Reckoning   | 25 maggio 2003   | Auckland, Nuova Zelanda          |                           |